# Drepanosticta rudicula
Drepanosticta rudicula – gatunek ważki z rodziny Platystictidae.